# Dacus annulatus
Dacus annulatus är en tvåvingeart som beskrevs av Becker 1903. Dacus annulatus ingår i släktet Dacus och familjen borrflugor. Inga underarter finns listade i Catalogue of Life.